# Chlorida inexpectata
Chlorida inexpectata es una especie de escarabajo longicornio del género Chlorida, tribu Bothriospilini, subfamilia Cerambycinae. Fue descrita científicamente por Martins, Galileo & Limeira-de-Oliveira en 2011.
La especie se mantiene activa durante el mes de junio.

## Descripción
Mide 14,4 milímetros de longitud.

## Distribución
Se distribuye por Brasil.